# Kruševo
För andra betydelser, se Kruševo (olika betydelser).
Kruševo (makedonska: Крушево [ˈkruʃɛvɔ] lyssna (fil), arumänska: Crushuva) är en mindre stad i kommunen Kruševo i centrala Nordmakedonien. Det är den högst belägna staden i landet och en av de högst belägna på Balkanhalvön med 1 350 meter över havet. Kruševo hade 4 104 invånare vid folkräkningen år 2021.
Kruševo var också den första republiken på Balkan som vågade förklara sig självständig samt frigöra sig från Osmanska riket. Republiken Kruševo utropades den 2 augusti 1903 med president Nikola Karev i spetsen, men varade dock inte längre än 10 dagar, eftersom det Osmanska riket skickade 15 000 soldater till Kruševo. De ockuperade republiken som då till slut gav upp.
Den berömda låtskrivaren och artisten Toše Proeski kom från Kruševo.
Av invånarna i Kruševo är 77,17 % makedonier och 21,89 % valaker (2021).

## Namn
Stadens namn på andra språk är:
- Albanska: Krusheva, Krushevë
- Grekiska: Κρούσοβo, Krousovo
- Rumänska: Crușova
- Turkiska: Kruşova, Kuruşova